# 高田松原

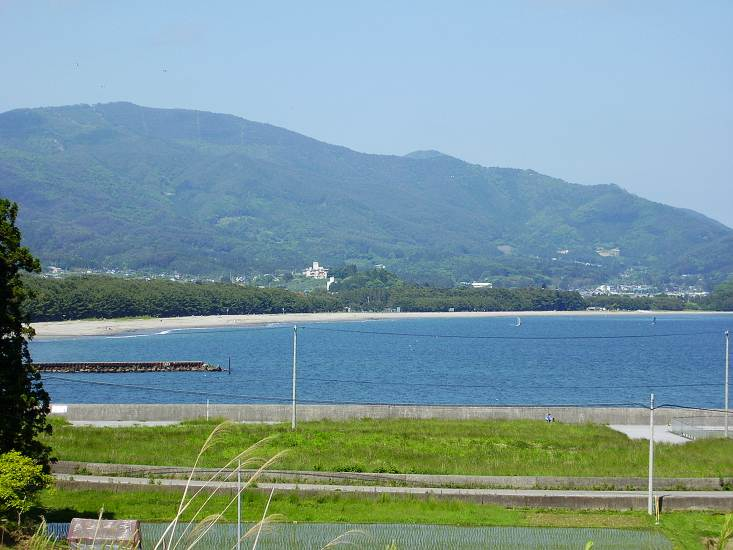
震災前的高田松原(2007年6月3日)

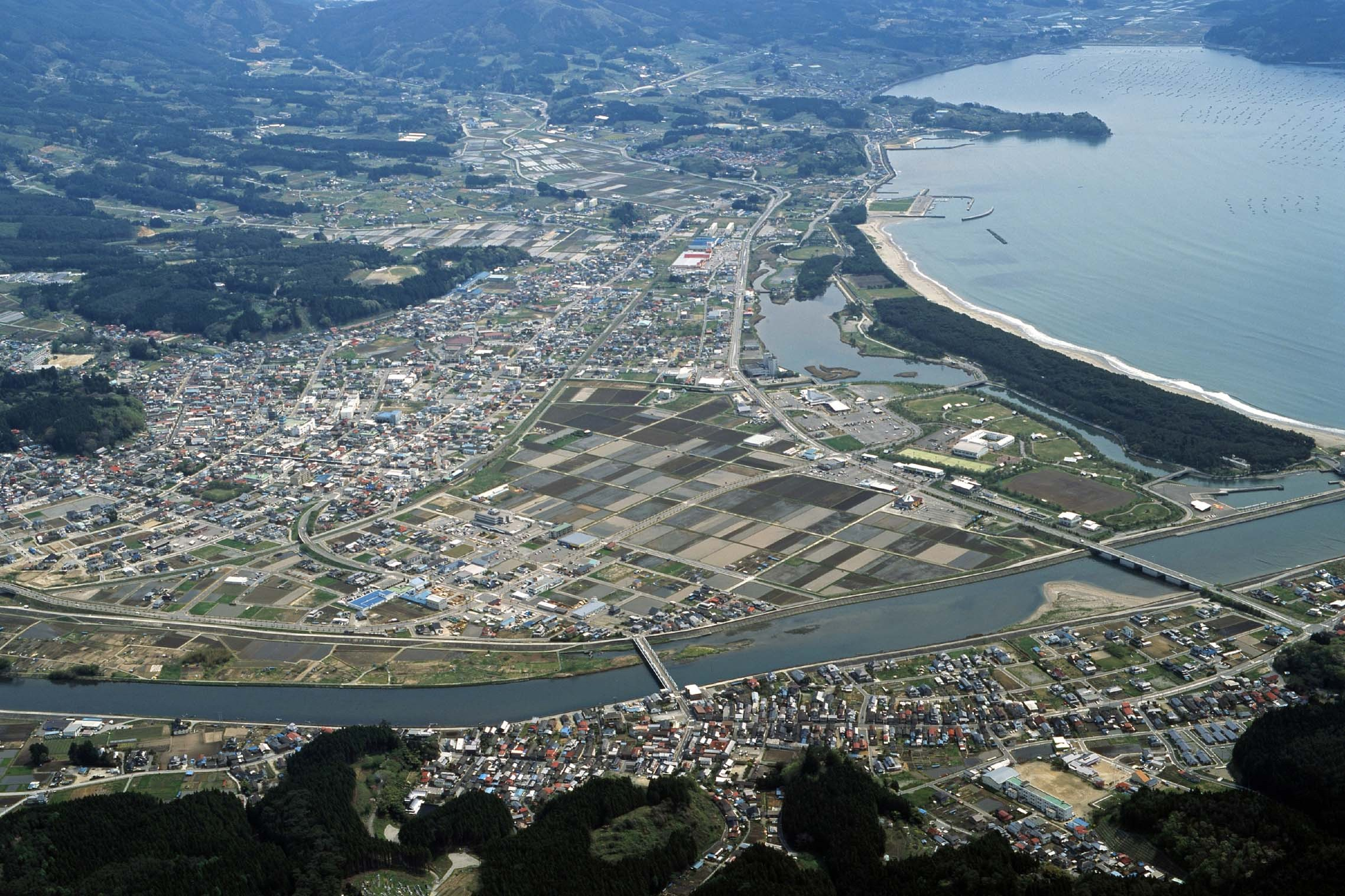
受災前的高田松原與陸前高田市區

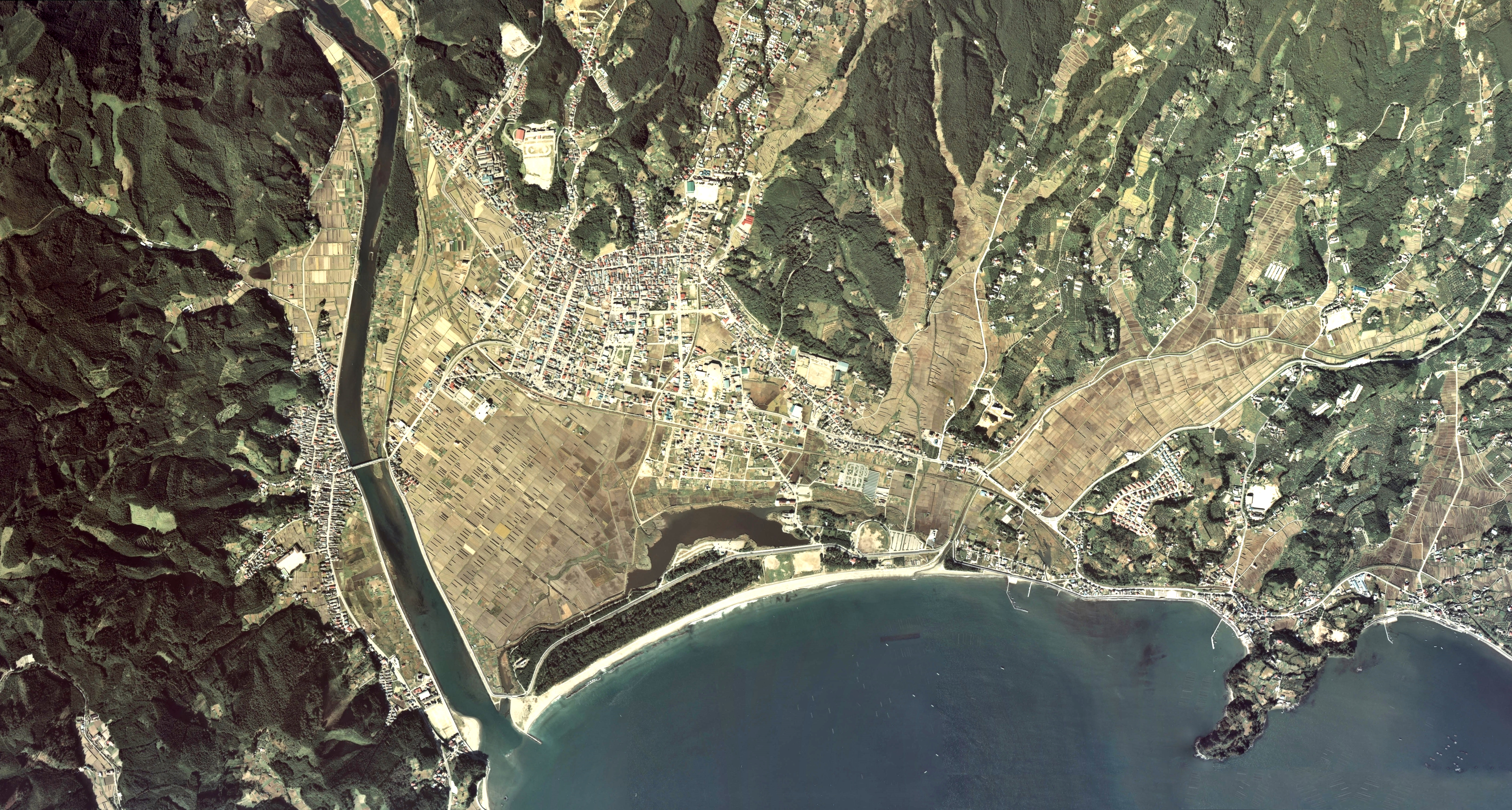
震災前的高田松原與陸前高田市中心空拍照。1977年所攝。
。

高田松原（日语：／）是日本岩手縣陸前高田市氣仙町曾經存在的松原。
過去是約7萬棵松樹、長約2公里的沙灘，東日本大地震（2011年）海嘯破壞後僅剩一棵樹屹立不搖，因此被稱作奇蹟之一本松。之後開始進行植樹，2021年5月18日完成四萬棵的種植。其中的600棵是震災前年聖誕節用來當作裝飾物的高田松原毬花，經森林綜合研究所木材育種中心東北育種場培育而成的苗木。

## 歷史
高田松原是江戶時代的1667年（寛文7年）至1673年（延寶元年），為了山邊的高田、氣仙川岸的今泉兩地區防災，由高田豪商菅野杢之助植栽，並在仙台藩與居民的合作下種植了6,200棵黑松。但因半數枯死，再種植了18,000棵黑松。之後，享保年間（1716年-1736年），松坂新右衛門增加造林，加上陸前高田居民，共種植了7萬棵黑松與赤松，是仙台藩、岩手縣代表的防潮林，也是當地景點之一。其白砂青松景觀廣為人知。石川啄木與金田一京助在盛岡中學（現岩手縣立盛岡第一高等學校）時代將此地選為步行遠足的終點。
現指定為為國家名勝與陸中海岸國立公園（現三陸復興國立公園），2009年（平成21年）觀光客達104萬人。高田松原海水浴場的風帆衝浪、遊艇、划船等水上活動也十分盛行。

## 評選
- 1927年（昭和2年）8月1日：「日本百景」之一[9]。
- 1930年（昭和5年）8月30日：「東北10景」之一[9]。
- 1940年（昭和15年）11月13日：國家指定名勝（名義「名勝高田松原」）[9]。
- 1958年（昭和33年）1月1日：「新日本百景（日语：新日本百景）」之一[9]。
- 1964年（昭和39年）6月1日：陸中海岸國立公園追加指定地域[9]。
- 1982年（昭和57年）8月2日：「東北觀光地60景」之一[9]。
- 1983年（昭和58年）5月18日：「日本名松100選」之一[9]。
- 1986年（昭和61年）
  - 4月19日：「森林浴之森100選（日语：森林浴の森100選）」之一[10]。
  - 10月1日：「 POETIQUE岩手」之一[9]。
- 1987年（昭和62年）1月10日：「日本白砂青松100選」之一[9]。
- 1989年（平成元年）7月28日：「日本都市公園100選」之一[9]。
- 1996年（平成8年）
  - 7月10日：「日本海岸百選（日语：日本の渚百選）」之一[9]。
  - 7月19日：「海與綠的健康地域」之一[9]。
- 2006年（平成18年）10月27日：「日本歷史公園100選（日语：日本の歴史公園100選）」之一[9]。

## 東日本大震災

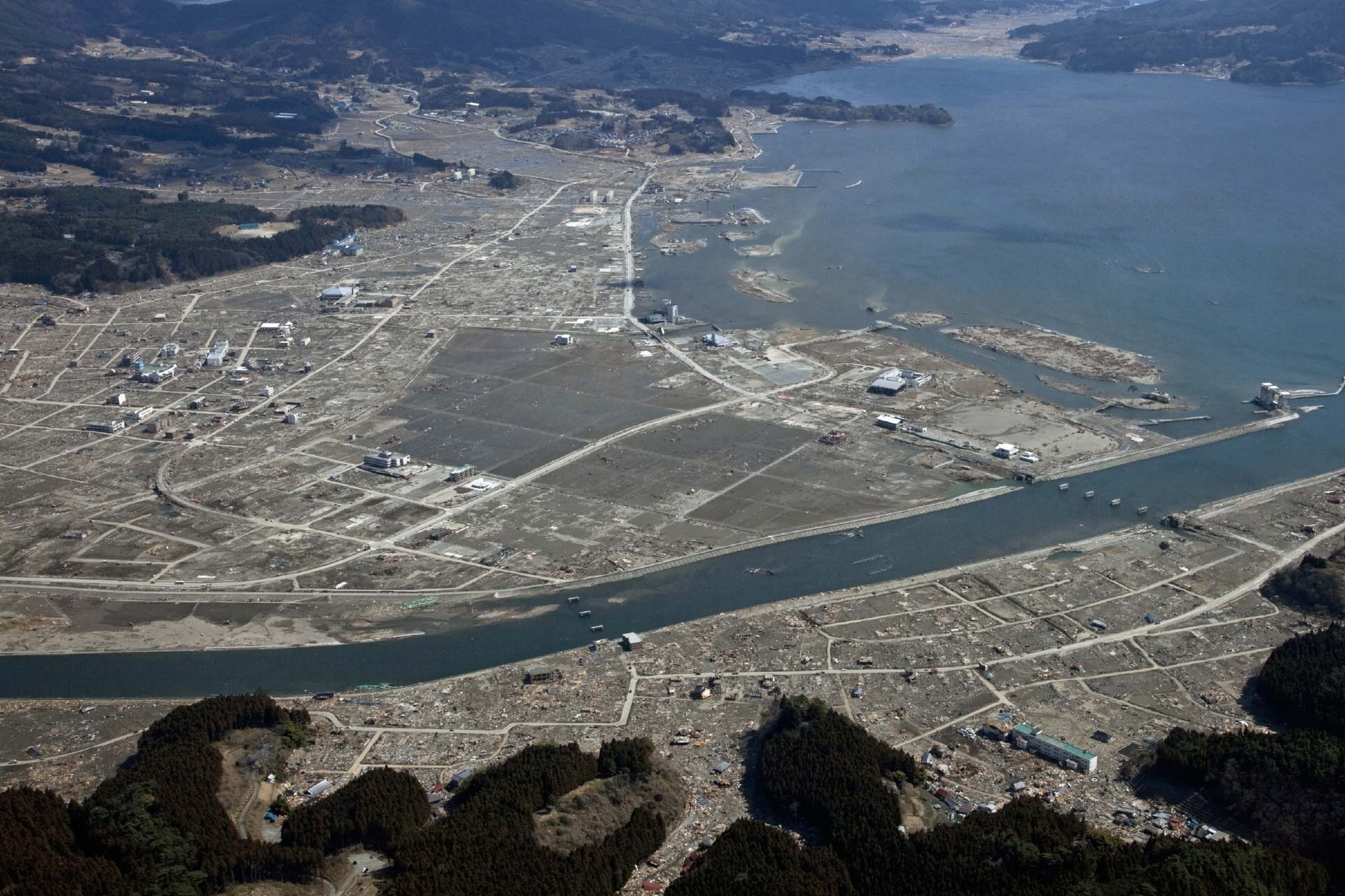
遭到海嘯破壞的高田松原與陸前高田市區

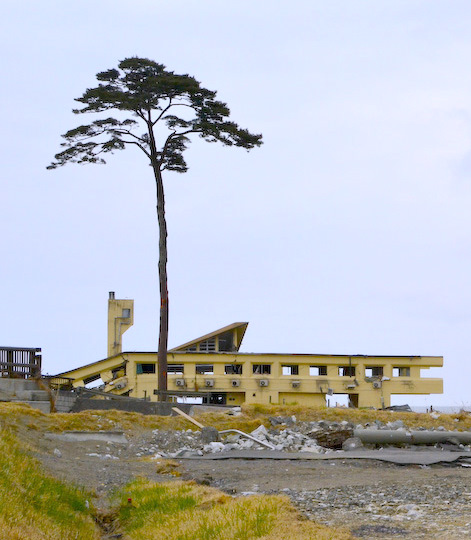
東日本大震災（東北地方太平洋沖地震）後的復興的象徵「希望之松」。2011年5月6日。

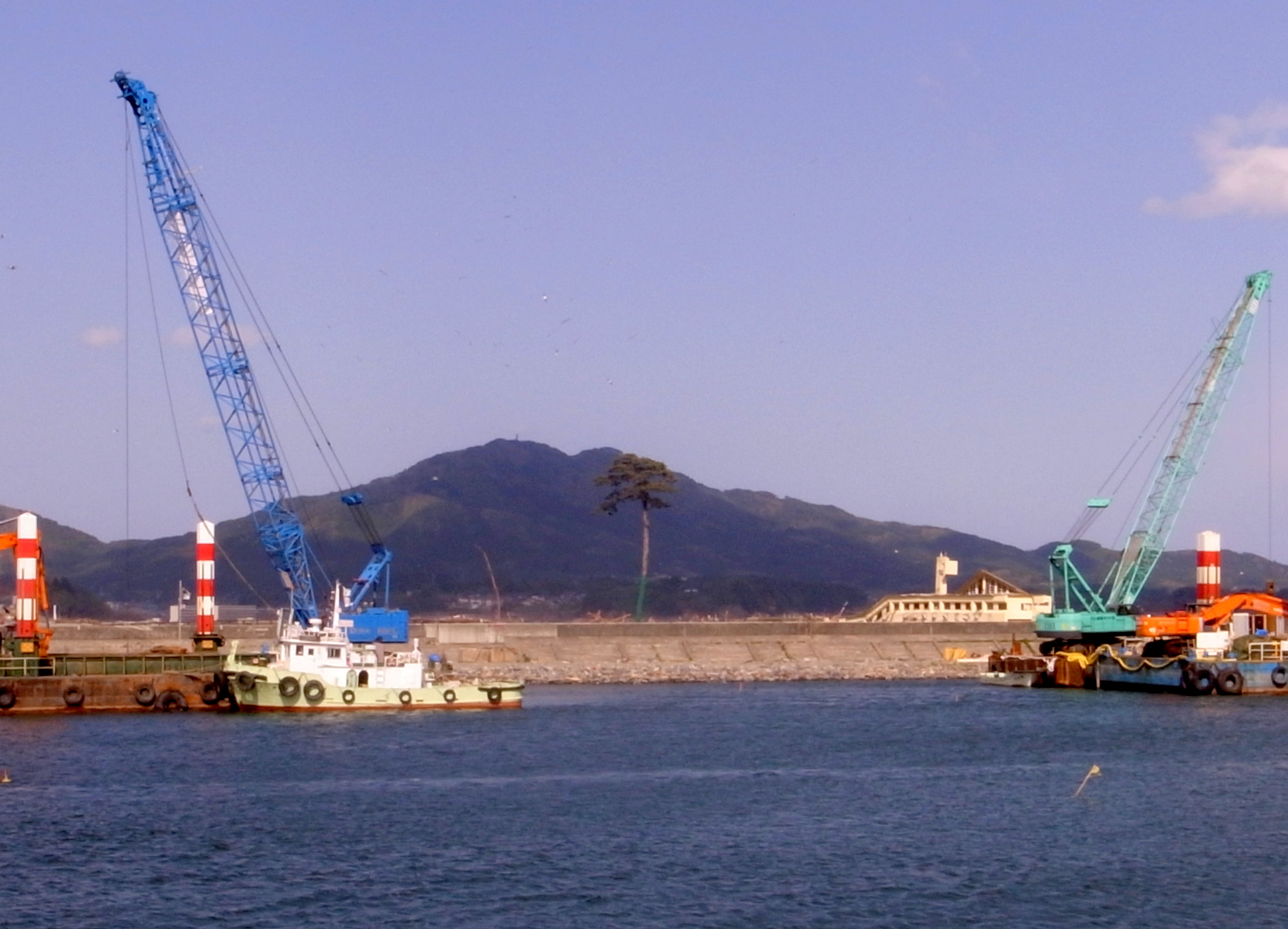
東日本大震災（東北地方太平洋沖地震）後的2011年5月14日，從對岸陸前高田市氣仙町望高田松原。畫面中央是「希望之松」。

松原的防潮林曾多次遭受海嘯襲擊。近代的主要海嘯有1896年（明治29年）6月15日的明治三陸海嘯、1933年（昭和8年）3月3日的昭和三陸海嘯、1960年（昭和35年）5月24日的智利大地震海嘯。在這些海嘯中，松原都成功阻擋了海嘯對市區的破壞。
2011年（平成23年）3月11日，高田松原遭受東日本大震災（東北地方太平洋沖地震）後超過十公尺的大海嘯呑沒，幾乎全部的松樹倒壞。由於海嘯與地層下陷，約九成的沙灘因此消失。
當時，有1棵松樹奇跡的殘存，這個松樹在震災後成為復興的象徵，通稱「希望之松」「希望之一本松」「奇跡之一本松」等。但是，一本松在經過2011年10月的調查，根部受海水侵蝕，判斷不可能再生。2012年9月12日，為了保存而採伐一本松，在經過防腐處理後，明年2月末將作為「希望之象徵」再度樹立在現地。。
2012年2月10日，統括東日本大震災的復興政策的復興廳成立，本廳的看板使用倒壞的高田松原的松樹。

### 海岸災害復舊工程、砂濱再生事業
2013年3月，大船渡土木中心開始進行海岸災害復舊工程。重建了兩座防潮堤，分別是廣田灣側的第一線堤（長1,903公尺，海拔高3公尺同震前）、古川沼側的第二線堤（長2,023公尺，海拔高12.5公尺，震前為5.5公尺）。濱田川河口也新建水門，並且復原遭到海嘯破壞的人工魚礁。2016年12月完成。
海岸砂濱再生事業也從2016年開始。松原的砂濱是由氣仙川的砂石堆積而成，自然堆積需要數百年才能回復。原長1,750公尺的砂濱先從2015年進行200公尺試驗性施工復原，2017年延長至800公尺，2019年完工。
2021年進行淋浴間與廁所等附屬設施的整備，同年4月開放砂濱，7月17日開放海灘。

### 高田松原再生工程、植樹
除了海岸災害復舊工程、海岸砂濱再生事業以外，另也計畫在第一線堤與第二線堤之間種植松樹復原松原。首先，由大船渡農林振興中心進行地盤整備工程，內容包括在全長約1.9公里、最寬處約100公尺寬的範圍內進行土石運鋪工程、管理道路整備、雨水排水溝整備、保護幼苗免受強風侵襲的圍欄安裝等等。
以上工程完工後開始進行苗木栽種。由縣方與NPO法人「高田松原守護會」為主體的志工（分別栽種3萬棵、1萬棵）一同在約9公頃的用地種植黑松（海側）與赤松（陸側）。
- 志工植木紀錄
  - 2017年 - 植樹約3,000棵。
  - 2018年 - 植樹約3,500棵。
  - 2019年 - 植樹約2,100棵。
  - 2020年 - 因新型冠狀肺炎影響而中止。
  - 2021年5月18日達成植樹10,000棵。

預估松原需50年左右才能恢復到震災前的景色。
2002年設置並被地震毀壞的名勝碑，由陸前高田扶輪社負擔費用並捐贈給岩手縣的方式，於高田松原津波復興祈念公園重新設置，2022年10月11日舉行揭幕式。

### 奇跡之一本松
東日本大震災時，在約7萬棵松樹中，有一棵樹屹立不搖，被視為災後復興的象徵，稱作「奇跡之一本松」「希望之松」「根性松」等。
然而。松樹周圍的土壤因地層下陷及海水倒灌鹽分過多，生長狀況持續惡化。由於葉子開始枯萎，5月20日噴灑活性劑，6月5日為了保護樹木將樹幹包起。然而，雖有新芽冒出但持續變色衰弱。2011年10月，確認根部大部分因泡在海水而腐爛，無法再生。宣布將以嫁接方式培育苗木。2012年7月，宣布將把樹木切斷進行防腐處理並置入金屬棒以便保存。
2012年9月12日拔除松樹，進行防腐處理後重新種植於原地，2013年7月舉行完工式。約1億5000萬日圓的復原經費來自於陸前高田市的募款所得。
陸前高田市吉祥物「たかたのゆめちゃん」的耳朵是以松原的松樹為意象，居住地也設定在「希望之一本松上」。

### 後續

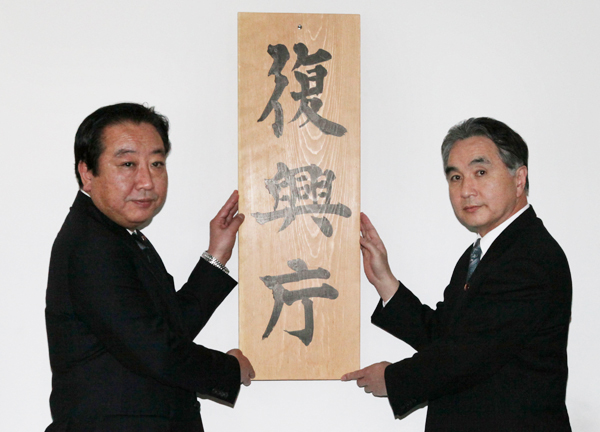
掛上復興廳看板的內閣總理大臣野田佳彥（左）與復興大臣平野達男（右）。2012年2月10日三會堂大樓。

倒毀的松樹有部分由志工加工成柴銷售，收入捐出作為復興資金。部分提供給清水寺的大日如來坐像使用，並規劃供應柴給2011年8月16日的京都五山送火，但因驗出放射性物質銫而停產。2011年9月，成田山新勝寺有民眾抗議使用受災松木作為護摩木。重建援助和對放射性污染的擔憂之間不斷引起爭論。
2012年2月10日，總管東日本大震災復興政策的復興廳成立，該廳的看板以倒毀的松原松木製作而成。
2012年7月2日起，郵便事業陸前高田支店推出以奇跡之一本松為圖像的風景印。同年10月1日起，陸前高田郵便局郵便分室推出同圖案的風景印。
此外，官方對於購入「個人復興應援國債」作為東日本大震災復興費用的民眾所贈送的紀念幣中，第3次發行的三種一萬日圓硬幣設計的其中一項正面，以及第1次至第4次發行的各貨幣背面，都有奇跡之一本松的圖案。
包含松原在內的周邊一帶已整備為高田松原津波復興祈念公園，並新建東日本大震災海嘯傳承館（愛稱「岩手海嘯紀念館」）與道之驛高田松原。保存了受災的陸前高田青年旅館、舊道之驛高田松原、舊氣仙中學校、下宿定住促進住宅等，部分可入內參觀。

## 交通方式
- 岩手縣交通（日语：岩手県交通）、宮城交通（日语：宮城交通）「陸前高田站」下車步行30分。
- 東日本旅客鐵道（JR東日本）大船渡線BRT（日语：気仙沼線・大船渡線BRT）「奇蹟之一本松站」下車步行10分。
- 東北自動車道一關交流道經縣道19號（日语：岩手県道19号一関大東線）、國道343號（日语：国道343号）、國道340號（日语：国道340号）約90分。

## 相關景點、古蹟、設施等
- 高田松原公園：高田松原的公園設施。
- 高濱虛子句碑：位於松原中央。碑上刻有俳人高濱虚子擔任日本百景選定審査委員來訪時所創作的俳句「草臥せて 即ち憩う 松落葉」[37]。
- 石川啄木歌碑：過去曾兩度因海嘯毀壞。1958年7月21日[38]建立的首座歌碑刻上《一握之砂（日语：一握の砂）》的「いのちなき砂のかなしさよ／さらさらと／握れば指のあひだより落つ」，1960年遭到智利地震海嘯沖毀。1966年7月21日[38]重建第二代歌碑，2011年遭到東日本大震災海嘯沖毀。第三代歌碑由石川啄木沒後百年紀念事業實行委員會製作，2013年11月14日揭幕。碑面採用了《一握之砂》的「頬につたふ／なみだのごはず／一握の砂を示しし人を忘れず」來表達對遇難者的哀悼[39][40]。
- 古川沼（日语：古川沼）
- 海與貝博物館：展示60,000個、5,000種貝殻的水族館。位於國道45號（日语：国道45号）旁，從陸前高田站步行約10分。因震災閉館[41]。與一樣在震災中全毀的陸前高田市立博物館合併整備移轉至陸前高田市中心，2022年11月5日開館[42][43][44]。

## 關連項目
- 千昌夫

## 外部連結
- 高田松原 （页面存档备份，存于） - 陸前高田市
- . 地形圖閲覧サービス（公式ウェブサイト）. 國土地理院.   [2011-06-09]. （原始内容存档于2013-12-03）.
- .   [2011-07-12]. （原始内容存档于2013-10-31）.
- 高田松原守護會 （页面存档备份，存于）

39°0′12.4″N 141°37′30.5″E / 39.003444°N 141.625139°E